# Козичко Роман Іванович
Рома́н Іва́нович Козичко (7 грудня 1984 — 18 лютого 2015) — сержант Збройних сил України.

## Життєвий шлях
Навчався у Тячівській ЗОШ ім. В. Ґренджі-Донського, Тячівському професійному ліцеї.
2004 року прийнятий на військову службу за контрактом, старший патрульний прикордонної застави «Тячів» Мукачівського прикордонного загону. 2006-го звільнився у запас.
31 липня 2014-го мобілізований, головний сержант взводу, 128-ма окрема гірсько-піхотна бригада.
18 лютого 2015-го загинув під Дебальцевим, яке обстрілювали російські терористи.
Без Романа лишились батьки. Мати Романа не пережила смерті сина, вона померла 9 травня 2015 року в 49-річному віці.
6 березня 2015-го з військовими почестями похований у місті Тячів — однак спочатку сталася прикра помилка — тоді поховали у Тячеві капітана Романа Башняка.

## Нагороди та вшанування
За особисту мужність і героїзм, виявлені у захисті державного суверенітету та територіальної цілісності України, вірність військовій присязі під час російсько-української війни, відзначений — нагороджений
- орденом «За мужність» III ступеня (посмертно)
- у Тячеві встановили меморіальну дошку на честь загиблого Романа Козичка
- присвоєне звання почесного громадянина Тячева (посмертно)